# Antonio Gramsci
Antonio Sebastiano Francesco Gramsci (pronúncia italiana: [anˈtɔːnjo ˈɡramʃi]; Ales, 22 de janeiro de 1891 – Roma, 27 de abril de 1937) foi um filósofo marxista, escritor, teórico político, jornalista, crítico literário, linguista, historiador e político italiano. Escreveu sobre teoria política, sociologia, antropologia, história e linguística. Foi membro-fundador e secretário-geral do Partido Comunista da Itália, e deputado pelo distrito do Vêneto, sendo preso pelo regime fascista de Benito Mussolini. Gramsci é reconhecido, principalmente, pela sua teoria da hegemonia cultural que descreve como o Estado usa, nas sociedades ocidentais, as instituições culturais para conservar o poder.

## Biografia
Antonio Gramsci nasceu na Sardenha, mas descendente por linha paterna de calabreses da comunidade arbëreshë de Plataci, ou seja, de longínqua origem albanesa. Era o quarto dos sete filhos de Francesco Gramsci. Sua família passou por diversas comunas da Sardenha até finalmente instalar-se em Ghilarza.
Em 9 de agosto de 1898, seu pai foi preso sob a acusação de peculato, concussão e falsidade ideológica e, em 27 de outubro de 1900, foi condenado à pena mínima de 5 anos, 8 meses e 22 dias de cadeia, com a atenuante do pequeno valor, pena que seria cumprida em Gaeta. Sem poder contar com os ganhos do pai, a família Gramsci viveu anos de extrema miséria, que a mãe enfrentou vendendo sua herança e trabalhando como costureira.
Tendo sido um bom estudante, Gramsci venceu um prêmio que lhe permitiu estudar literatura na Universidade de Turim. A cidade de Turim, à época, passava por um rápido processo de industrialização, com as fábricas da Fiat e Lancia recrutando trabalhadores de várias regiões da Itália. Os sindicatos fortaleceram-se e começaram a surgir conflitos sociais-trabalhistas. Gramsci frequentou círculos comunistas e associou-se com migrantes sardos.
Sua situação financeira, no entanto, não era boa. As dificuldades materiais moldaram sua visão do mundo e tiveram grande peso na sua decisão de filiar-se ao Partido Socialista Italiano.
Gramsci, em Turim, tornou-se jornalista. Seus escritos eram basicamente publicados em jornais de esquerda como o Avanti! (órgão oficial do Partido Socialista). Sua prosa e a erudição de suas observações proporcionaram-lhe fama.
Sendo escritor de teoria política, Gramsci produziu muito como editor de diversos jornais comunistas na Itália. Entre estes, fundou, juntamente com Palmiro Togliatti, em 1919, o L'Ordine Nuovo - e contribuiu para La Città Futura.

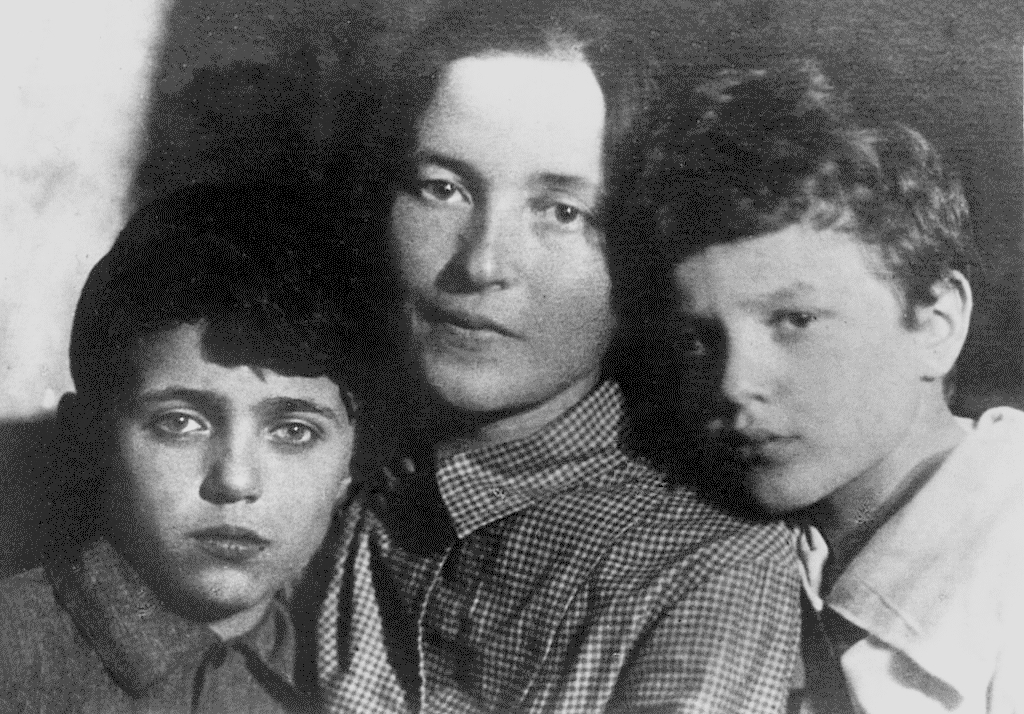
Sua família em 1930, a esposa Julia e os filhos Delio e Giuliano.

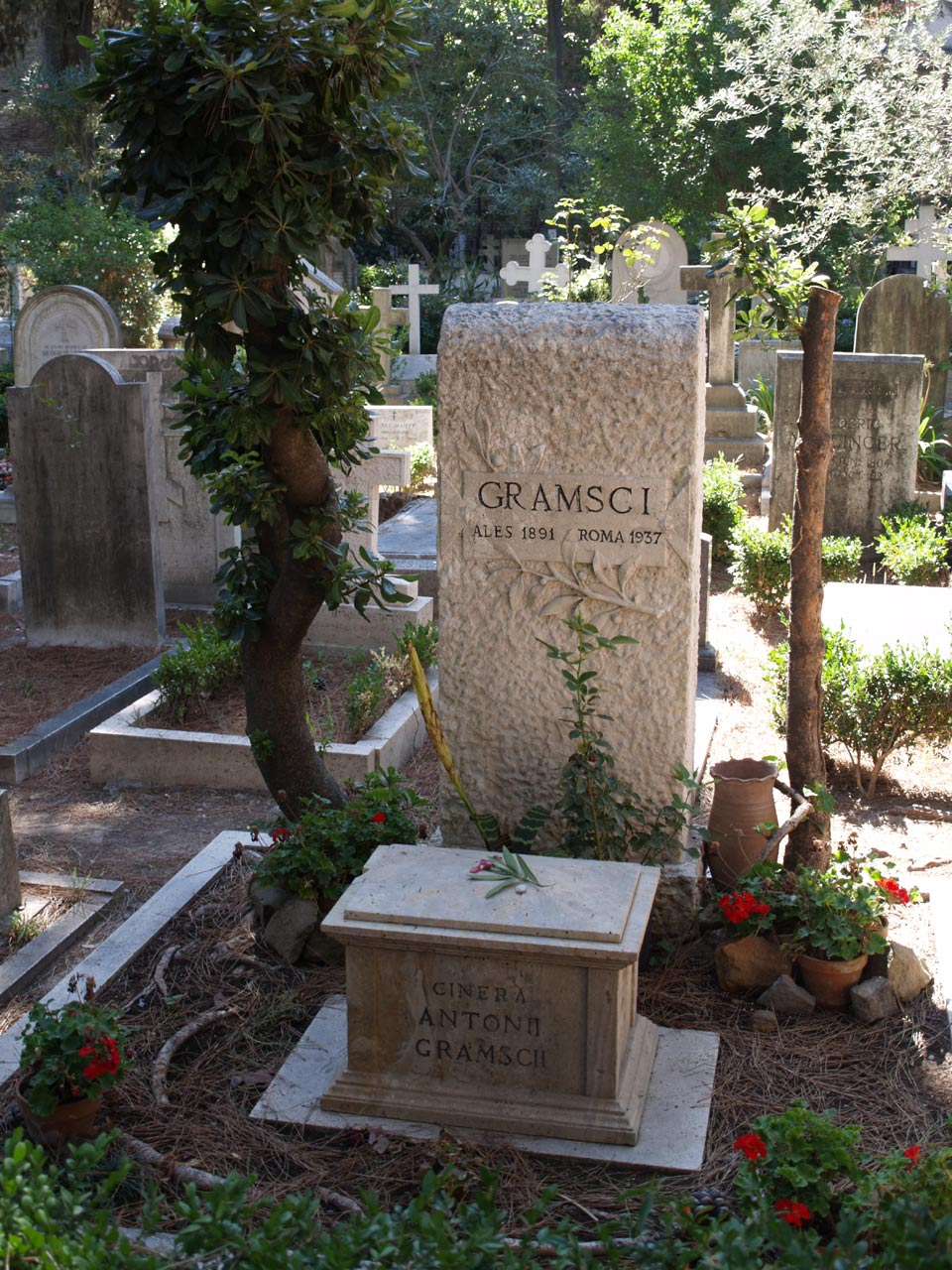
Túmulo de Gramsci no Cemitério Protestante em Roma.

O grupo que se reuniu em torno de L'Ordine Nuovo aliou-se com Amadeo Bordiga e a ampla facção Comunista Abstencionista dentro do Partido Socialista. Isto levou à organização do Partido Comunista Italiano (PCI) em 21 de janeiro de 1921. Gramsci viria a ser um dos líderes do partido desde sua fundação, porém subordinado a Bordiga até que este perdeu a liderança em 1924. Suas teses foram adotadas pelo PCI no congresso que o partido realizou em 1926.
Em 1922 Gramsci foi à Rússia representando o partido e lá conheceu sua esposa, Julia Schucht (1896 - 1980), uma jovem violinista com a qual teve dois filhos Delio (1924 - 1982) e Giuliano (1926 - 2007).
Essa missão na Rússia coincidiu com o advento do fascismo na Itália e Gramsci - que a princípio havia considerado o fascismo apenas como uma forma a mais de reação da direita - retornou com instruções da Internacional no sentido de incentivar a união dos partidos de esquerda contra o fascismo. Uma frente deste tipo teria idealmente o PCI como centro, o que permitiria aos comunistas influenciarem e eventualmente conseguirem a hegemonia das forças de esquerda, até então centradas em torno do Partido Socialista Italiano, que tinha uma certa tradição na Itália, enquanto o Partido Comunista parecia relativamente jovem e radical. Esta proposta encontrou resistências quanto à sua implementação, inclusive dos comunistas, que acreditavam que a Frente Única colocaria o jovem PCI numa posição subordinada ao PSI, do qual se tinha desligado. Outros, inversamente, acreditavam que uma coalizão capitaneada pelos comunistas ficasse distante dos termos predominantes do debate político, o que levaria ao risco do isolamento da Esquerda.
Em 1924, Gramsci foi eleito deputado pelo Vêneto. Ele começou a organizar o lançamento do jornal oficial do partido, denominado L'Unità, vivendo em Roma enquanto sua família permanecia em Moscou.
Em 1926, as manobras de Josef Stalin dentro do Partido Bolchevique levaram Gramsci a escrever uma carta ao Komintern, na qual ele deplorava os erros políticos da oposição de Esquerda (dirigida por Leon Trótski e Zinoviev) no Partido Comunista Russo, porém apelava ao grupo dirigente de Stalin para que não expulsasse os opositores do Partido. Togliatti, que estava em Moscou como representante do PCI, recebeu a carta, abriu-a, leu-a e decidiu não entregá-la ao destinatário. Este facto deu início a um complicado conflito entre Gramsci e Togliatti que nunca chegou a ser completamente resolvido.
Em 8 de novembro de 1926, a polícia italiana prendeu Gramsci e o levou à prisão romana de Regina Coeli. Posteriormente, ele seria condenado a cinco anos de confinamento na remota ilha de Ústica. No ano seguinte, foi condenado a vinte anos de prisão em Turi, próximo a Bari, capital da Apúlia. Sua saúde neste momento começava a se degradar rapidamente. Em 1932, um projeto para a troca de prisioneiros políticos entre Itália e União Soviética, que poderia dar a liberdade a Gramsci, falhou. Em 1934, sua saúde estava seriamente abalada, e ele recebeu a liberdade condicional, após ter passado por alguns hospitais em Civitavecchia, Formia e Roma. Gramsci morreu aos 46 anos, algum tempo depois de ter sido libertado.

## Obras

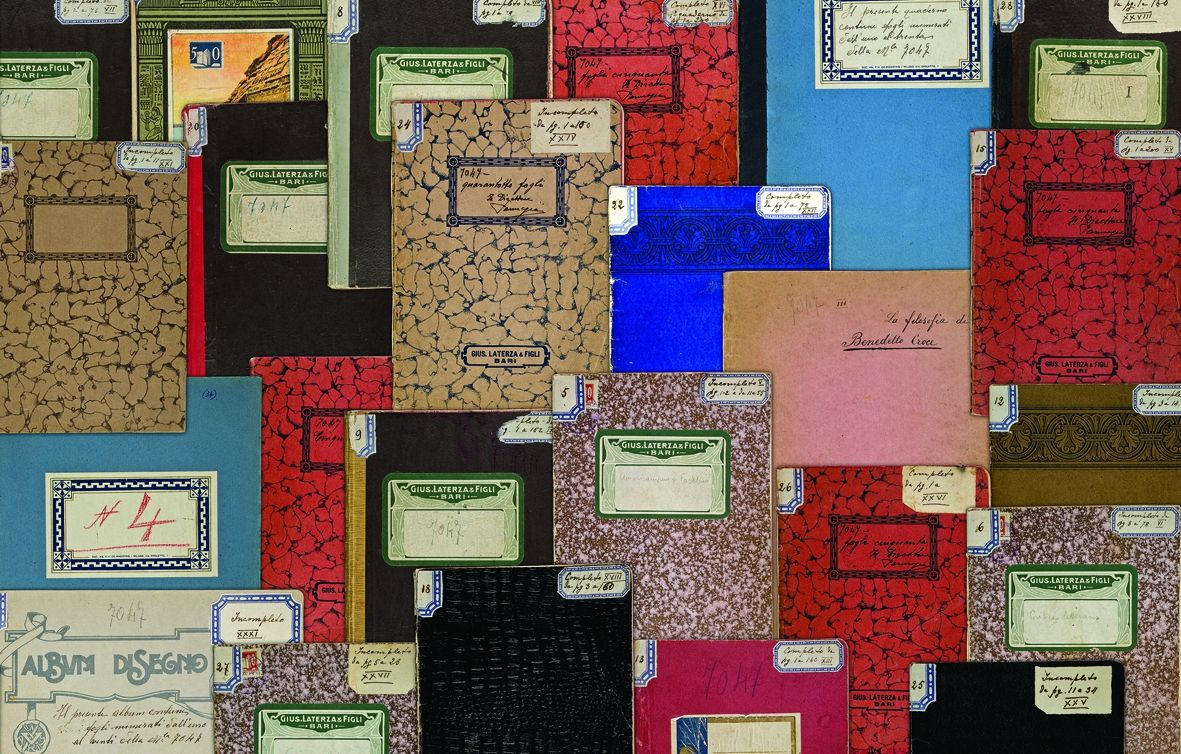
Gramsci escreveu 33 cadernos-brochura quando foi preso pelos fascistas (embora a permissão para escrever só tenha se dado em 1929), que ficaram conhecidos como Cadernos do Cárcere. Nesta foto estão alguns desses cadernos.

Gramsci não publicou nenhum livro em vida, devido a vida atribulada e morte prematura. A sua obra escrita é normalmente dividida cronologicamente em antes e depois da sua prisão pela ditadura fascista italiana.
No período pré-cárcere, Gramsci escreveu ensaios sobre literatura e teoria política, publicados em jornais operários e socialistas. No Brasil, uma parte desses textos foi publicada no livro Escritos políticos.
Do período passado no cárcere, há duas obras: as Cartas do cárcere, contendo mensagens escritas a parentes ou amigos e que foram posteriormente reunidas para publicação, e os 32 Cadernos do Cárcere, de 2.848 páginas, que não eram destinados a publicação: trazem reflexões e anotações redigidas entre 8 de fevereiro de 1929 e agosto de 1935, quando seus problemas de saúde se agravam. Foi Tatiana Schucht, sua cunhada, que os organizou, sem todavia levar em conta sua cronologia.
Dos cadernos, 4 foram destinados a traduções, sobretudo do alemão e do inglês, os demais cadernos são de plena autoria de Gramsci.
Gramsci escrevia simultaneamente em vários cadernos ao mesmo tempo.
Em 1933 é transferido de Túri para a clínica de Fórmia, ainda prisioneiro. Lá ele ainda escreve mais dez cadernos.
Depois do final da II Guerra Mundial, os Cadernos, revisados por Felice Platone, foram publicados pela editora Einaudi — juntamente com as cartas que, da prisão, escrevia a familiares — em seis volumes, ordenados por temas, com os seguintes títulos:
- Il materialismo storico e la filosofia di Benedetto Croce 1948
- Gli intellettuali e l'organizzazione della cultura 1949
- Il Risorgimento 1949
- Note sul Machiavelli, sulla política e sullo Stato moderno 1949
- Letteratura e vita nazionale 1950
- Passato e presente 1951

Foi somente em 1975, graças a Valentino Gerratana, que os Cadernos foram publicados segundo a ordem cronológica em que foram escritos. Também foram reunidos, no mesmo volume, todos os artigos de Gramsci publicados no Avanti!, no Il Grido del Popolo e em L'Ordine Nuovo.

## Teoria
A influência póstuma de Gramsci encontra-se associada principalmente aos mais de trinta cadernos de análise que escreveu durante o período em que esteve na prisão. Esses trabalhos contêm seu pensamento sobre a história da Itália e o nacionalismo, bem como ideias sobre teoria crítica e educacional que são frequentemente associadas ao seu nome, tais como:
- hegemonia cultural;
- ampliação da concepção marxista de Estado;
- necessidade de educar os trabalhadores e de formar intelectuais provenientes da classe trabalhadora que ele denomina intelectuais orgânicos;
- distinção entre a sociedade política e sociedade civil;
- historicismo absoluto;
- crítica do determinismo económico;
- crítica do materialismo filosófico.
- análise do americanismo e do fordismo

### Hegemonia e bloco hegemônico
Gramsci é famoso principalmente pela elaboração do conceito de hegemonia e bloco hegemônico, e também por focar no estudo dos aspectos culturais da sociedade (a chamada superestrutura no marxismo clássico) como elemento a partir do qual poder-se-ia realizar uma ação política e como uma das formas de criar e reproduzir a hegemonia.
Alcunhado em alguns meios como "o marxista das superestruturas", Gramsci atribuiu um papel central à separação entre infraestrutura (base real da sociedade, que inclui forças produtivas e relações sociais de produção) e superestrutura (a ideologia, constituída pelas instituições, sistemas de ideias, doutrinas e crenças de uma sociedade), a partir do conceito de "bloco hegemónico". Segundo esse conceito, o poder das classes dominantes sobre o proletariado e todas as classes dominadas dentro do modo de produção capitalista não reside simplesmente no controle dos aparelhos repressivos do Estado. Se assim fosse, tal poder seria relativamente fácil de derrocar (bastaria que fosse atacado por uma força armada equivalente ou superior que trabalhasse para o proletariado). Este poder é garantido fundamentalmente pela "hegemonia" cultural que as classes dominantes logram exercer sobre as dominadas, através do controle do sistema educacional, das instituições religiosas e dos meios de comunicação. Usando deste controle, as classes dominantes "educam" os dominados para que estes vivam em submissão às primeiras como algo natural e conveniente, inibindo assim sua potencialidade revolucionária. Assim, por exemplo, em nome da "nação" ou da "pátria", as classes dominantes criam no povo o sentimento de identificação com elas, de união sagrada com os exploradores, contra um inimigo exterior e a favor de um suposto "destino nacional" de uma sociedade concebida como um todo orgânico desprovido de antagonismos sociais objetivos. Assim se forma um "bloco hegemónico" que amalgama a todas as classes sociais em torno de um projeto burguês. O poder hegemônico combina e articula a coerção e o consenso.
A hegemonia é o conceito que permite compreender o desenrolar da história italiana e do Risorgimento particularmente, que poderia ter adquirido um carácter revolucionário se contasse com o apoio de vastas massas populares, em particular dos camponeses, que constituíam a maioria da população. Limitou o alcance da revolução burguesa em Itália o fato de não ser guiada por um partido Jacobino, como na França, onde a participação camponesa, apoiando a revolução, foi decisiva para a derrota das forças da reação aristocrática.

#### A hegemonia na história italiana
O partido político mais avançado foi o Partido da Acção, de Mazzini e Garibaldi, que não teve, todavia, a capacidade de pleitear uma aliança das forças burguesas progressistas com o campesinato: Garibaldi na Sicília distribuiu as terras entre os camponeses, porém os próprios garibaldinos esmagaram sem piedade os movimentos de insurreição dos campesinos contra os barões da terra.
O Partido da Acção desempenhou um papel de elemento progressista nas labutas do Risorgimento, mas não de força dirigente, porque foi liderado pelos moderados, tanto que os cavourianos conseguiram encabeçar a revolução burguesa, absorvendo tanto os radicais como os adversários destes. Isto ocorreu porque os moderados cavourianos mantiveram uma relação orgânica assim com seus intelectuais, como com seus políticos, proprietários rurais e dirigentes industriais. As massas populares tiveram papel de espectadores no acordo entre os capitalistas do norte e os latifundiários do sul. Para conquistar a hegemonia no lugar dos moderados, liderados por Cavour, o Partido da Acção deveria ter-se "ligado às massas rurais, especialmente as do sul, ser jacobino [.] especialmente no conteúdo econômico-social. A união das várias classes rurais em um bloco reacionário, através de diversos núcleos intelectuais legitimistas-clericais (intelectuais "tradicionais"), poderia ser dissolvida pelo advento de uma nova formação liberal-nacional, somente se se fizessem esforços voltados para duas frentes: para a base camponesa, aceitando suas reivindicações, e, segundo, para os intelectuais dos estratos meios e inferiores".
A supremacia de um grupo social se manifesta por dois modos: primeiro, pelo domínio e, segundo, pela direção intelectual e moral. Um grupo social domina os grupos adversários que tenda liquidar ou a submeter inclusive com a força armada e dirige os grupos afins e aliados. Um grupo social pode e deve ser dirigente antes de conquistar o poder governamental: esta, aliás, é uma das condições principais para a própria conquista do poder. Posteriormente, quando exerce o poder, torna-se dominante, mas deve continuar sendo dirigente também.
Analisando o processo do Risorgimento, Gramsci considera que a função de classe dirigente ficou com o Piemonte, ainda que existissem na Itália núcleos de classe dirigente favoráveis à unificação, "estes núcleos nada queriam dirigir, isto é, não queriam conciliar seus interesses e aspirações com os de outros grupos. Queriam dominar, não dirigir e, todavia, queriam que seus interesses prevalecessem, não suas próprias pessoas, isto é, queriam que uma força nova, independente de todo compromisso e condição, se tornasse árbitra da Nação: esta força foi Piemonte", que teve uma função comparável a de um partido.
"Este fato é da máxima importância para o conceito de revolução passiva, pois não foi um grupo social o dirigente de outros grupos, sim um estado, ao mesmo tempo limitado como potência e dirigente do grupo que deveria ser dirigente e pudesse pela disposição deste um exército e uma força político-diplomática… É um dos casos nos quais se tem a função de domínio e não de direção destes grupos, ditadura sem hegemonia."

### As classes subalternas
A hegemonia é, portanto, o exercício das funções de direção intelectual e moral unida àquela do domínio do poder político. O problema para Gramsci está em compreender como pode o proletariado ou em geral uma classe dominada, subalterna, tornar-se classe dirigente e exercer o poder político, ou seja, converter-se em uma classe hegemônica.
As classes subalternas — subproletariado, proletariado urbano, rural e também a pequena burguesia — não estão unidas e sua união ocorre somente quando "se convertem em Estado", quando chegam a dirigir o Estado, de outra forma desempenham uma função descontinua e desagregada na história da sociedade civil dos estados singulares. Sua tendência à unificação "se despedaça continuamente por iniciativa dos grupos dominantes" dos quais elas "sofrem sempre a iniciativa, ainda quando se rebelam e se insurgem".
A hegemonia é exercida unindo-se um bloco social — criando então a aliança política de um conglomerado de classes sociais diferentes. Na Itália, o bloco social não é homogêneo, sendo formado por industriais, proprietários rurais, classes médias e parte pequena da burguesia. Este bloco é, portanto, sempre entrecortado por interesses divergentes. Mas, mediante uma política, uma cultura e uma ideologia ou um sistema de ideologias, impedem que os conflitos de interesses, permanentes até quando são latentes, explodam, provocando a crise da ideologia dominante e uma decorrente crise política do sistema de poder.
A crise da hegemonia se manifesta quando, ainda que mantendo o próprio domínio, as classes sociais politicamente dominantes não conseguem mais ser dirigentes de todas as classes sociais, isto é não conseguem resolver os problemas de toda a coletividade e a impor a toda a sociedade a própria complexa concepção do mundo. A classe social subalterna, se consegue indicar soluções concretas aos problemas deixados sem solução, torna-se dirigente e, expandindo sua própria cosmovisão a outros estratos sociais, cria um novo bloco social, que se torna hegemônico. Para Gramsci, o momento revolucionário volta-se inicialmente para o nível da superestrutura, em sentido marxista, isto é, político, cultural, ideal, moral. Mas, trespassa a sociedade em sua complexidade, indo ao encontro com sua estrutura econômica, isto é, todo o bloco histórico— termo que para Gramsci indica o conglomerado da estrutura e da superestrutura, as relações sociais de produção e seus reflexos ideológicos.
Em Itália, o exercício da hegemonia das classes dominantes sempre foi parcial: entre as forças que contribuem à conservação do bloco social estão a Igreja Católica, que se bate para manter a unidade doutrinária de modo e evitar entre os fiéis fraturas irremediáveis que no entanto existem e que ela não pode sanar, mas somente controlar: "A Igreja romana foi sempre a mais tenaz na luta para impedir que oficialmente se formem duas religiões, uma dos intelectuais e outra das almas simples". Luta que, se por um lado, teve graves consequências, conectadas "ao processo histórico que transforma toda a sociedade civil e que em bloco contem uma crítica corrosiva das religiões", por outro, fez ressaltar "a capacidade organizadora na esfera da cultura do clero" que deu "certas satisfações às exigências da ciência e da filosofia, mas com um ritmo tão lento e metódico que as mutações não são percebidas pela massa dos simples, ainda que estas pareçam revolucionárias e demagógicas aos fundamentalistas."
Nem mesmo a cultura de timbre idealista, que, ao tempo de Gramsci, era dominante e exercida pelas escolas filosóficas crocianas e gentilianas, "soube criar uma unidade ideológica entre o baixo e o alto, entre os simples e os intelectuais". Tanto é que esta cultura, ainda que considerando a religião uma mitologia, não ao menos "tentou construir uma concepção que pudesse substituir a religião na educação infantil", e estes pedagogos, ainda que não fossem religiosos nem confessionais, ou mesmo que fossem ateus, "concordam com o ensino religioso porque a religião é a filosofia da infância da humanidade, que se renova em cada infância não metafórica". Também a cultura laica "dominante" utiliza pois a religião, porque não trata do problema de elevar às classes populares ao nível das dominantes, mas, ao contrário, quer mantê-la em uma posição subalterna.

### Consciência de classe
A fratura entre os intelectuais e os simples pode ser sanada por uma política que "não tenda a manter os simples em sua filosofia primitiva do sentido comum, mas, ao invés disso, que os leve a uma concepção superior da vida". A ação política empreendida pela "filosofia da práxis" (como Gramsci chama o marxismo), opondo-se às culturas dominantes da Igreja e do idealismo, pode elevar os subalternos a uma "consciência superior da vida. Isto afirma a exigência do contato entre os intelectuais e os simples, que não é para limitar a atividade científica ou por manter uma unidade ao baixo nível das massas, mas para construir um bloco intelectual e moral que torne politicamente possível um progresso intelectual de massa e não somente de escassos grupos intelectuais". Logo, a via para a hegemonia do proletariado passa por uma reforma cultural e moral da sociedade.
Porém, "o homem ativo da massa", isto é a classe operária, em geral não é cônscia nem da função que pode desempenhar nem da sua condição real de subordinada. O proletariado, de acordo com Gramsci, "não tem uma clara consciência teórica de sua forma de trabalhar, que também é um conhecimento do mundo enquanto o transforma. Assim, sua consciência teórica até pode estar conflito com sua forma de trabalhar". Ele trabalha de modo prático e ao mesmo tempo tem uma consciência teórica herdada do passado, que ele acolhe de modo acrítico. A real compreensão crítica de si mesmo ocorre "através de uma luta de hegemonias políticas, de direções conflituosas, primeiro no campo da ética, logo da política para chegar a uma elaboração superior da própria concepção do real". A consciência política, isto é, o ser parte de uma determinante força hegemônica, constitui "a primeira fase para uma ulterior e progressiva autoconsciência onde teoria e prática finalmente se unem".
Mas, a autoconsciência crítica implica a criação de uma elite de intelectuais, pois para distinguirem-se e fazerem-se independentes, o proletariado necessita de organização e esta não existe sem intelectuais, "um estrato de pessoas especializadas na elaboração conceitual e filosófica".

### O partido político
Maquiavel já enxergava nos Estados unitários europeus modernos a experiência pela qual passaria a própria Itália, para superar a dramática crise emergida das guerras que devastaram a península desde os finais do século XV. O príncipe de Maquiavel "não existia na realidade histórica, não se apresentava ao povo italiano de modo imediato e objetivo. Era uma pura abstração doutrinária, o símbolo do chefe, do líder ideal. Mas os seus elementos passionais, míticos… se resumem e se tornam vivos ao final, na invocação de um príncipe realmente existente".
Ao tempo de Maquiavel, em Itália não houve uma monarquia absoluta que unificasse a nação, porque, segundo Gramsci, na dissolução da burguesia comunal se criou uma situação interna econômico-corporativa, politicamente "a pior das formas de sociedade feudal, a forma menos progressista e mais estancada; faltou sempre, e não se podia constituir, uma força jacobina eficiente, a força precisa que em outras nações insuflou e organizou a vontade coletiva nacional-popular e fundou os estados modernos".
A esta força progressista se opôs em Itália a "burguesia rural, herança do parasitismo deixado nos tempos modernos pela derrota, como classe, da burguesia comunal". As forças progressistas são os grupos sociais urbanos com um determinado nível de cultura política. Todavia, não será possível a formação de uma vontade coletiva nacional-popular, "se as grandes massas de campesinos trabalhadores não irrompem simultaneamente na vida política. Isso Maquiavel pretendia alcançar através da reforma das milícias, isto fizeram os jacobinos na Revolução Francesa; Compreendendo isto, identifica-se um jacobinismo precoce em Maquiavel…".
Modernamente, o Príncipe invocado por Maquiavel não pode ser um indivíduo real, concreto, mas antes um organismo e "este organismo já vem do desenvolvimento histórico e é o partido político: a primeira célula na qual se resumem as sementes de vontade coletiva que almejam tornar-se universais e totais"; o partido é o organizador de uma reforma intelectual e moral, que concretamente se manifesta com um programa de reforma econômica, tornando-se assim "a base de um laicismo moderno e de uma completa laicização de toda a vida e de todas as relações de costumes".
Para que um partido exista e se faça historicamente necessário, devem confluir nele três elementos fundamentais:
- "Um elemento difuso, de homens comuns, médios, cuja participação seja a contribuição pela disciplina e pela fidelidade, não pelo espírito criativo e altamente organizador. eles são uma força enquanto houver quem os centralize, organize, discipline, porém, na ausência desta força coesiva, se dispersariam e se anulariam em uma poeira impotente.";
- "O elemento coesivo principal. dotado de força altamente coesiva, centralizadora e disciplinadora e também, ou por isto mesmo, inventiva. com apenas este elemento não se formaria um partido, mas um partido se forma mais com ele do que com o primeiro elemento considerado. Fala-se de capitães sem exército, mas na realidade é mais fácil formar um exército que os capitães.";
- "Um elemento médio, que articule o primeiro elemento com o segundo, que os coloque em contacto, não apenas física, mas moral e intelectualmente."

### Os intelectuais e a educação
Gramsci examinou de perto o papel dos intelectuais na sociedade: todo homem é um intelectual, já que todos têm faculdades intelectuais e racionais, mas nem todos têm a função social de intelectuais. Ele propôs a ideia de que os intelectuais modernos não se contentariam mais de apenas produzir discursos, mas estariam engajados na organização das práticas sociais.
Segundo sua análise, "não há atividade humana da qual se possa excluir de toda intervenção intelectual, não se pode separar o 'homo faber' do 'homo sapiens'" enquanto, independentemente de sua profissão específica, cada um é a seu modo "um filósofo, um artista, um homem de gosto, participa de uma concepção do mundo, tem uma consciente linha moral", Mas, nem todos os homens têm na sociedade a função de intelectuais.
Historicamente se formam categorias particulares de intelectuais, "especialmente em relação aos grupos sociais mais importantes e passam por processos mais extensos e complexos em conexão com o grupo social dominante". Gramsci, então, distingue entre uma "intelectualidade tradicional" que, sem razões, se considera uma classe distinta da sociedade e os grupos intelectuais que cada classe gera "organicamente". Estes últimos não descrevem a vida social simplesmente por regras científicas, mas de preferência exprimem as experiências e os sentimentos que as massas por si mesmas não conseguem exprimir.
O intelectual tradicional é o literato, o filósofo, o artista e por isso, diz Gramsci, "os jornalistas, que acreditam ser literatos, filósofos e artistas, também acreditam ser os verdadeiros intelectuais", enquanto que modernamente é a formação técnica a que serve como base do novo tipo de intelectual, um "construtor, organizador, persuasor", que deve partir "da técnica-trabalho para a técnica-ciência e a concepção humano-histórica, sem a qual permanece especialista e não se torna dirigente". O grupo social emergente, que labuta por conquistar a hegemonia política, almeja conquistar a própria ideologia intelectual tradicional, ao mesmo tempo que forma seus próprios intelectuais orgânicos.
A organicidade do intelectual se mede pela maior ou menor conexão que mantém com o grupo social ao qual se relaciona: eles operam, tanto na sociedade civil quanto na sociedade política ou estado. A primeira representa o conjunto dos organismos privados nos quais se debatem e se difundem as ideologias necessárias para a aquisição do consenso que aparentemente surge de modo espontâneo das grandes massas da população em torno às decisões do grupo social dominante. A segunda é onde se exerce o "domínio direto do comando que se expressa no Estado e no regime jurídico". Os intelectuais são como "apostadores do grupo dominante para o exercício das funções subalternas da hegemonia social e do regime político".
Assim como o Estado, que na sociedade política almeja unir os intelectuais tradicionais com os orgânicos, também, na sociedade civil, o partido político forma "os próprios componentes, elementos de um grupo social que nasce e se desenvolve como econômico, até convertê-los em intelectuais políticos qualificados, dirigentes, organizadores de todas as atividades e as funções inerentes ao desenvolvimento orgânico de uma sociedade integral, civil e política".
A necessidade de criar uma cultura própria dos trabalhadores relaciona-se com o apelo de Gramsci por um tipo de educação que permite o surgimento de intelectuais que partilhem das paixões das massas de trabalhadores. Neste aspecto, os adeptos da educação de adultos popular tomam Gramsci como uma referência. Seu sistema educacional pode ser definido dentro do âmbito da pedagogia crítica e a educação popular teorizadas e praticadas mais contemporaneamente pelo brasileiro Paulo Freire.

### Literatura nacional popular
Se os intelectuais podem ser mediadores de cultura e de consenso para os grupos sociais, uma classe politicamente emergente deve valer-se de intelectuais orgânicos, para a valorização de seus valores culturais, até poder expandi-los à sociedade inteira.
Para Gramsci, uma crítica literária deve fundir, como Francesco De Sanctis fez, a crítica estética com a labuta por uma cultura nova, criticando os costumes, os sentimentos e as ideologias expressas na história da literatura. Não por acaso, Gramsci esboça nos cadernos um ensaio que intitula "os sobrinhos do padre Bresciani". Antonio Bresciani (1798-1862), jesuíta, fundador da revista "A Cultura Católica", foi um escritor de contos populares de caráter reacionário. Um destes, "O judeu de Verona", foi criticado em um célebre ensaio de De Sanctis. Os sobrinhos do padre Bresciani são os intelectuais e os literatos contemporâneos portadores de uma ideologia reacionária.
Entre os "sobrinhos" Gramsci inclui muitos escritores já esquecidos, como Antonio Beltramelli, Ugo Ojetti, Alfredo Panzini, Goffredo Bellonci, Massimo Bontempelli, Umberto Fracchia, Adelchi Baratono, Riccardo Bacchelli, Salvator Gotta, Giuseppe Ungaretti, etc.

### A crítica a Croce
Benedetto Croce, foi quem, na visão de Gramsci, deu à burguesia italiana os instrumentos culturais mais refinados para demarcar os limites entre os intelectuais e a cultura italiana, por uma parte, e o movimento operário e socialista por outra. Faz-se então necessário expor e combater a sua função de maior representante da hegemonia cultural que o bloco social dominante exerce em relação ao movimento operário italiano. Croce combate o marxismo tratando de negar a validade do elemento que considera decisivo: o referente à economia. O Capital de Marx seria para ele uma obra de moral e não de ciência, uma tentativa de demonstrar que a sociedade capitalista é imoral, diferente da comunista, na qual se realizaria a moralidade plena humana e social. A carência de cientificidade da obra principal de Marx estaria demonstrada pelo conceito de mais valia: para Croce, somente desde um ponto de vista moral se pode falar de mais valia, em comparação ao valor, legítimo conceito econômico. Segundo Gramsci, a crítica de Croce é em verdade um simples sofisma: os conceitos de mais valia e o de valor são o mesmo. É a diferença entre o valor das mercadorias produzidas pelo trabalhador e o valor da força de trabalho do próprio trabalhador. A teoria do trabalho de Marx se deriva diretamente da do economista inglês David Ricardo, cuja teoria do valor-trabalho "não causou nenhum escândalo quando foi formulada, porque então não representava nenhum perigo, parecia apenas, como de facto era, uma constatação puramente objetiva e científica. O valor polêmico e de educação moral e política, para não perder sua objetividade, devera adquiri-la apenas com a Economia Crítica [O Capital]".
A filosofia crociana, seria então um tipo de historicismo, ou seja, como concebe Vico, a realidade é história e tudo o que existe é necessariamente histórico. Porém, de acordo com a natureza idealista de sua filosofia, a história é a do espírito e, portanto, especulativa, de abstração, da liberdade, da cultura e do progresso. Não é a história concreta das nações e das classes:
"A história especulativa pode ser considerada como um retrocesso, em formas literárias feitas com mais astúcia e menos ingênuas, que o desenvolvimento da capacidade crítica, com formas de história em descrédito, como jogos de palavras vazios e registrados em diversos livros do próprio Croce. A história ético-política, enquanto prescinde do conceito de bloco histórico [união de estrutura e superestrutura no sentido marxista], onde conteúdo econômico-social e forma ético-política se identificam concretamente pela reconstrução de vários períodos históricos, não é nada mais que uma apresentação polêmica de pensamentos mais ou menos interessantes, mas não é história. [.] A história de Croce apresenta-se como figuras desossadas, sem esqueleto, de carnes flácidas e decadentes até mesmo debaixo do vermelho das veias literárias dos escritores".
A atuação conservadora do Croce historiador formaria então um binômio com a do Croce filósofo: se a dialética do idealista Hegel era uma dialética dos contrários — um desenvolvimento da história que procede por contradições — a dialética crociana é uma dialética dos distintos: comutar a contradição em distinção significa operar uma atenuação, se não uma anulação, dos conflitos que se apresentam na história e nas sociedades. Para Gramsci, tal atenuação ou anulação se manifesta nas obras históricas de Croce: sua História da Europa, iniciando em 1815 e ignorando o período da Revolução Francesa e o império Napoleônico, "não é outra coisa que um fragmento de história, o aspecto passivo da grande revolução que se iniciou em França em 1789, desembocou no resto da Europa com os exércitos republicanos e napoleônicos, dando fortes "ombradas" aos velhos regimes e determinando não a sua queda imediata, como em França, mas antes a corrosão reformista que durou até 1870".
Do mesmo modo, na visão de Gramsci, a História da Itália de 1871 a 1915 "prescinde do momento da labuta, do momento no qual se elaboram, reúnem e dispõem as forças em conflito [.] no qual um sistema ético-político se dissolve e outro se elabora [.] no qual um sistema de relações sociais se desconecta e cai, e outro sistema surge e se afirma. Em vez disso, Croce toma placidamente como história o momento de crescimento cultural ou ético-político".

### Materialismo histórico
Por acreditar que a história humana e a práxis coletiva é que determinam se uma questão filosófica é relevante ou não, Gramsci opõe-se ao materialismo metafísico e cola-se à teoria da percepção, Engels e Lenine, se bem que não deixa isto explícito. Para Gramsci, o Marxismo não lida com uma realidade que existe em si e por si, independente da humanidade. O conceito de um universo objetivo fora da história e da práxis humanas era, a seu ver, análogo à crença em Deus. Não poderia existir a objetividade, mas somente uma intersubjetividade universal, a ser construída numa sociedade futura. A história natural, portanto, só teria sentido em relação à história humana.
Gramsci, desde os anos universitários, foi um decidido opositor da concepção fatalista e positivista do marxismo - presente no velho Partido Socialista Italiano -, segundo a qual o capitalismo necessariamente estava destinado a cair, dando lugar a uma sociedade socialista. Tal concepção mascarava a impotência política do partido da classe subalterna, incapaz de tomar a iniciativa para a conquista da hegemonia.
Ainda que o manual do bolchevique russo Nikolai Bukharin (1921) A teoria do materialismo histórico - Manual popular de sociologia, se coloque no mesmo filão positivista, "a sociologia foi uma tentativa de criar um método da ciência histórico-política, na dependência de um sistema filosófico já elaborado, o positivismo evolucionista [.] converteu-se na filosofia de não-filósofos, uma tentativa de descrever e classificar esquematicamente os factos históricos, segundo critérios construídos sobre o modelo das ciências naturais. A Sociologia é pois uma tentativa de obter experimentalmente as leis da evolução da sociedade humana de modo a prever o futuro com a mesma certeza com a qual se prevê que de uma bolota nascerá uma azinheira. O evolucionismo vulgar está na base da sociologia que não pode conhecer o princípio dialéctico com a passagem da quantidade à qualidade, passagem que desconcerta toda evolução e toda lei de uniformidade entendida no sentido evolucionista vulgar".
A compreensão da realidade como desenvolvimento da história humana somente é possível utilizando a dialética marxista, da qual não trata o manual de Bukharin, porque ela capta tanto o sentido tanto das vivências humanas como do seu carácter efémero, sua historicidade, determinada da práxis, da ação política, que transforma as sociedades.
Por si mesmas as sociedades não se transformam. Marx notara que nenhuma sociedade enfrenta questões sem que já possua, ou esteja em vias de obter, as condições de solucioná-las. Nem tampouco se desfaz uma sociedade sem que primeiro tenha desenvolvido todas as formas de vida nela subjacentes. Ao revolucionário se coloca o problema de identificar com exatidão as relações entre infraestrutura e superestrutura para chegar a uma análise correta das forças que operam na história de um determinado período. A ação política revolucionária, a práxis, para Gramsci é outrossim uma catarse que indica a "passagem do momento meramente econômico (ou egoísta-passional) ao ético-político, que é a elaboração superior da estrutura em superestrutura na consciência humana. Isto equivale também à transição 'do objetivo para o subjetivo' e da 'necessidade para a liberdade'. A infraestrutura, que, pela força exterior que oprime o homem, assimila-o a si mesma, tornando-o passivo, se transforma assim em meio de libertação, em instrumento para criar uma nova forma ético-política, em causa de novas iniciativas. A fixação do momento 'catártico' torna-se então, segundo me parece, o ponto de partida de toda filosofia da práxis. O processo catártico coincide com a cadeia de sínteses que resultam do desenvolvimento dialético."
A dialética é pois um instrumento de investigação histórica, que supera a visão naturalista e mecanicista da realidade, é união da teoria com a práxis, de conhecimento e ação. A dialética é "doutrina do conhecimento e substância medular da historiografia e da ciência da política" e pode ser compreendida somente concebendo o marxismo "como uma filosofia integral e original que inicia uma nova fase na história e no desenvolvimento mundial enquanto supera (e superando inclui em si os elementos vitais) tanto o idealismo quanto o materialismo tradicionais, expressões da velhas sociedades. Se a filosofia da práxis, ou seja, o marxismo, não se pensa como subordinada a outra filosofia, não se pode conceber a nova dialética, na qual precisamente tal superação se efetua e se exprime".
O velho materialismo é metafísica. Para o senso comum, a realidade é objectiva, existente independentemente do sujeito, é um obvio axioma, confortado pela afirmação da religião pela qual o mundo, criado por Deus, se encontra já dado à nossa frente. Mas, para Gramsci, está excluída "a concepção da realidade objectiva do mundo externo na sua forma mais trivial e acrítica" a partir do momento em que "a esta se pode colocar a objecção do misticismo". Se conhecemos a realidade enquanto homens, e sendo nós mesmos produtos da história, também o são a consciência e a realidade.
Como poderia de facto existir uma objectividade extra-histórica e extra-humana e quem julgará tal objectividade? "A formulação de Engels que a unidade do mundo consiste na materialidade, demonstrada pelo largo e laborioso desenvolvimento da filosofia das ciências naturais, contem precisamente a semente da concepção correta, porque refere-se à história e ao homem para demonstrar a realidade objetiva. Objetivo significa sempre humanamente objetivo, isto é, que pode corresponder exatamente a historicamente objetivo [.]. O homem conhece objetivamente enquanto o conhecimento é real para todo o gênero humano, historicamente unificado num sistema cultural unitário. Mas, este processo de unificação histórica virá com o desaparecimento das contradições internas que são a condição da formação dos grupos e do nascimento das ideologias [.]. Há, portanto, uma luta pela objetividade (para livrar-se das ideologias parciais e falazes) e esta labuta é a mesma labuta para a unificação cultural do gênero humano. Ao que os idealistas chamam de espírito, não é o ponto de partida, mas de chegada, o conjunto das superestruturas num futuro em direção a uma unificação concreta e objetivamente universal e não mais um pressuposto unitário."

### O Estado e a sociedade civil
A teoria da hegemonia de Gramsci está ligada à sua concepção do Estado capitalista, que, segundo afirma, exerce o poder tanto mediante a força quanto o consentimento. O Estado não deve ser entendido no sentido estreito de governo. Gramsci divide-o entre a sociedade política, que é a arena das instituições políticas e do controlo legal constitucional, e a sociedade civil, que se vê comummente como uma esfera 'privada' ou 'não-estatal', e que inclui a economia. A primeira é o âmbito da força e a segunda o do consentimento.
Não obstante, Gramsci esclarece que a divisão é meramente conceptual e que as ambas podem mesclar-se na prática. Gramsci afirma que sob o capitalismo moderno, a burguesia pode manter seu controlo econômico permitindo que a esfera política satisfaça certas demandas dos sindicatos e dos partidos políticos de massas da sociedade civil. Assim, a burguesia leva a cabo uma "revolução passiva", ao ir muito aquém dos seus interesses econômicos e permitir que algumas formas de sua hegemonia se vejam alteradas. Gramsci dava como exemplos disto movimentos como o reformismo e o fascismo, e bem assim a 'administração científica' e os métodos da linha de montagem de Frederick Taylor e Henry Ford.
Seguindo Maquiavel, Gramsci argumenta que o 'Príncipe moderno'—o partido revolucionário—é a força que permitirá que a classe operária desenvolva intelectuais orgânicos e uma hegemonia alternativa dentro da sociedade civil. Para Gramsci, a natureza complexa da sociedade civil moderna implica que a única táctica capaz de minar a hegemonia da burguesia e chegar-se ao socialismo é uma 'guerra de posições' (análoga à guerra de trincheiras), A 'guerra em movimento' (o ataque frontal) levado a cabo pelos bolcheviques foi uma estratégia mais apropriada à sociedade civil 'primordial' existente na Rússia Czarista.
Apesar de sua afirmação de que a fronteira entre as duas é nebulosa, Gramsci alerta contra a adoração ao Estado que resulta do identificar a sociedade política com a sociedade civil, como no caso dos jacobinos e os fascistas. Ele acredita que a tarefa histórica do proletariado é criar uma sociedade regulada e define a 'tendência do Estado a desaparecer' como o pleno desenvolvimento da capacidade da sociedade civil para regular-se a si própria.

### Historicismo
Gramsci, a exemplo de Marx quando moço, enfaticamente defendia o historicismo. A partir desta perspectiva, todo significado se deriva da relação entre a atividade prática (ou 'práxis') e os processos sociais e históricos 'objetivos' dos quais formamos parte. As ideias não podem ser entendidas fora do contexto histórico e social, à parte de sua função e origem. Os conceitos com os quais organizamos nosso conhecimento do mundo não derivam primordialmente de nossa relação com as coisas, mas das relações sociais entre os usuários destes conceitos. Logo, não há algo como que uma 'natureza humana' que não muda, mas uma mera ideia desta que muda historicamente. Ademais, a filosofia e a ciência não 'refletem' uma realidade independente do homem, mas são 'verdadeiras' à medida que expressam o processo de desenvolvimento real de uma situação histórica determinada. A maioria dos marxistas sustenta a opinião do senso comum de que a verdade é a verdade sem importar quando e onde se conheça, e que o conhecimento científico (que inclui o marxismo) se acumula historicamente como o progresso da verdade neste sentido quotidiano. Portanto, não pertenceria ao domínio ilusório da superestrutura. Para Gramsci, não obstante, o marxismo era 'verdadeiro' no sentido pragmático social, em que, ao articular a consciência de classe do proletariado, expressa a 'verdade' de sua época melhor que qualquer outra teoria. Tal posição anticientífica e antipositivista devia-se provavelmente à influência de Benedetto Croce. Ainda que Gramsci repudiasse esta possibilidade, sua descrição histórica da verdade foi criticada como uma forma de relativismo.

### Crítica do economicismo
Num famoso artigo escrito antes de sua prisão, intitulado La rivoluzione contro il Capitali ("A Revolução contra O Capital"), Gramsci afirma que a revolução bolchevique representava uma revolução contra o livro clássico de Karl Marx, considerado o guia básico da socialdemocracia e do movimento operário antes de 1917. Ia contra várias premissas fazer uma revolução socialista em um país atrasado como a Rússia, que não reunia a condições económicas e sociais que se consideravam indispensáveis para a transição ao socialismo. O princípio da primordialidade das relações de produção, dizia, era uma má interpretação do marxismo. Tanto as mudanças económicas como as culturais são expressões de um 'processo histórico básico', e é difícil dizer qual esfera tem maior importância. Para Gramsci, a crença fatalista, comum entre o movimento operário em seus primeiros anos, de que triunfaria inevitavelmente devido a 'leis históricas', era o produto de circunstâncias de uma classe oprimida, restrita principalmente à ação defensiva, e seria abandonada como um obstáculo uma vez que a classe operária pudesse tomar a iniciativa. A 'filosofia da práxis' não poderia confiar em 'leis históricas' invisíveis como os agentes da mudança social. A história definir-se-ia pela práxis humana, incluindo o alvedrio humano.

### Revolução passiva
O conceito de "revolução passiva", originalmente concebido pelo historiador italiano Vincenzo Cuoco (1770–1823), foi redefinido por Gramsci. 
Gramsci entendia uma "guerra de posições" sendo adequada ao Ocidente, enquanto que ao Oriente, menos avançado, a "guerra de movimentos" ("revolução ativa") seria aplicável. Na sua visão, a revolução passiva (ou "revolução sem revolução")  se refere ao processo pelo qual um grupo social chega ao poder sem romper o tecido social, mas sim adaptando-se a ele e modificando-o gradualmente.

## Influências
Inobstante o facto do pensamento de Gramsci originar-se na esquerda organizada, ele é outrossim uma figura importante para as discussões nos estudos culturais e na teoria crítica. Ademais, seus conceitos também têm inspirado teóricos políticos tanto de centro como de direita, sendo a sua ideia de hegemonia muito citada. Atualmente, essa influência é muito sentida em ciência política, por exemplo, na abordagem do tema da prevalência do pensamento neoliberal entre as elites políticas: é o chamado neogramscianismo. Por fim, seu trabalho influenciou fortemente os estudos acadêmicos e o discurso dos intelectuais acerca da cultura popular, por nele se encontrarem elementos acerca da resistência política ou ideológica aos interesses dominantes.

### Pensadores importantes para Gramsci
- Dante Alighieri
- Niccolò Machiavelli
- Giambattista Vico
- Antonio Labriola
- Vilfredo Pareto
- Gaetano Mosca
- Benedetto Croce
- Georg Wilhelm Friedrich Hegel
- Karl Marx
- Friedrich Engels
- Vladimir Lenin
- Rosa Luxemburg
- Georges Sorel
- Henri Bergson

### Pensadores influenciados por Gramsci
| - Perry Anderson - José Carlos Mariátegui - Michael Hardt & Antonio Negri - Louis Althusser - Nicos Poulantzas - Cornelius Castoriadis - Raymond Williams - David Harvey - Edward Said - Judith Butler - Ernesto Laclau & Chantal Mouffe - José Aricó - Juan Carlos Portantiero - Roger Garaudy - Paulo Freire | - Norberto Bobbio - Pier Paolo Pasolini - Giovanni Arrighi - Umberto Eco - Carlos Nelson Coutinho - Luiz Werneck Vianna - Immanuel Wallerstein - Slavoj Zizek - Pierre Bourdieu - Terry Eagleton - Zygmunt Bauman - Marshall Berman - Domenico Losurdo - Leandro Konder |

## Críticas às ideias de Gramsci

### Aspectos positivos ressaltados por alguns autores
David Harris:
Gramsci é responsável pelo surgimento de uma sociologia crítica da cultura e pelo entendimento político da mesma.
Raymond Williams:
As formas de dominação e subordinação estão mais próximas do processo normal de organização e controle nas sociedades desenvolvidas do que a ideia de uma classe dominante, baseada em fases históricas anteriores e mais simples.
Paul Ransome:
Gramsci superou duas fraquezas centrais que existiam na abordagem original de Marx:
1- Marx enganara-se ao supor que o desenvolvimento social sempre tinha origem na estrutura econômica;

 2- Marx demasiadamente acreditava na possibilidade do surgimento espontâneo de uma consciência revolucionária na classe trabalhadora.
Todd Gitlin:
A noção de cultura de Gramsci constituiu um grande avanço para teorias radicais, chamando atenção para as estruturas rotineiras do "senso comum", que funciona como sustentáculo para dominação de classe e tirania.

### Aspectos negativos de acordo com outros autores
Acusam-no alguns críticos de fomentar a noção de labuta pelo poder através das ideias. Para eles, a abordagem Gramsciana à análise filosófica, presente em controvérsias académicas, entra em atrito com uma introspecção mais liberal e aberta assente na leitura apolítica dos clássicos da cultura ocidental. Porém, difícil é creditar a Gramsci certas controvérsias actuais, posto que este nunca foi um académico (ao contrário, os Cadernos criticam a relação formal entre intelectuais e povo-nação, aposta na formação de intelectuais orgânicos e defende uma escola unitária popular)e preocupava-se mais com a cultura, história e pensamentos italianos.
O legado político socialista de Gramsci é objecto de controvérsias. Togliatti, que liderou o Partido Comunista Italiano (PCI) após a Segunda Guerra Mundial e cujo gradualismo antecedeu o Eurocomunismo, alegava que as práticas do PCI durante aquele período estavam de acordo com o pensamento de Gramsci. Outros sugerem que se tratava de um comunista esquerdista, que, pela ascendência de Stalin, acabaria sendo expulso do seu partido, não tivesse sido preso antes.

## No Brasil
No Brasil o pensamento de Gramsci teve basicamente dois tipos de repercussão: no meio académico e no âmbito da organização dos partidos.

### Nos meios académicos
A primeira biografia de Gramsci no Brasil foi escrita por um dos intelectuais mais destacados e respeitados à época, o professor austro-brasileiro Otto Maria Carpeaux e publicada na Revista Civilização Brasileira, 7 de maio de 1966. Foi, todavia, na década seguinte que aconteceu a maior divulgação das obras de Gramsci, graças a Carlos Nelson Coutinho e Luiz Werneck Vianna, que defendeu sua tese de doutoramento pela USP, em 1975, com uma interpretação original da história do Brasil a partir de Gramsci e da história da Itália.